# Joanna Banach
Joanna Banach (ur. 28 sierpnia 1992) – polska lekkoatletka specjalizująca się w biegu na 400 metrów przez płotki.
Zawodniczka klubów: UKS Kusy Warszawa (2009-2012), UKS Młodzik Warszawa (2013-2015), AZS AWF Kraków (od 2016). Wicemistrzyni Polski (2013) w biegu na 400 metrów przez płotki oraz brązowa medalistka mistrzostw Polski (2014) w tej konkurencji. Ponadto dwukrotna młodzieżowa mistrzyni Polski (2013 i 2014) i młodzieżowa wicemistrzyni Polski (2012) oraz 5 zawodniczka młodzieżowych mistrzostw Europy (2013). Biega również w sztafecie 4 x 400 metrów, w której zdobyła brązowy medal halowych mistrzostw Polski (2016). Halowa wicemistrzyni Polski w sztafecie 4 x 200 metrów (2017).
Rekord życiowy na 400 metrów przez płotki: 57,12 (2015).